# Leidsebosje

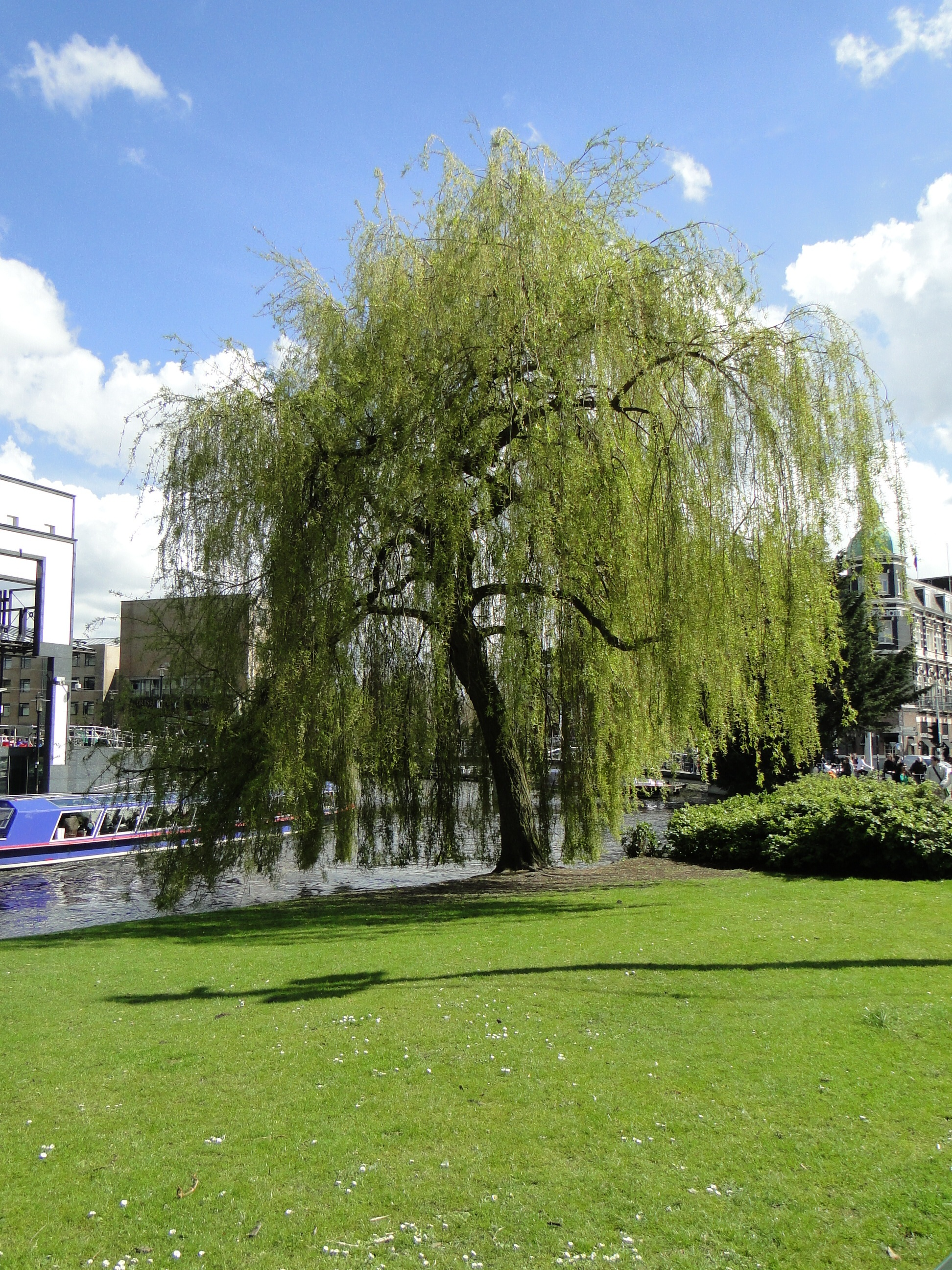
Zuidelijke punt van Leidsebosje (2011/2012)

Het Leidsebosje is een plantsoen in Amsterdam-West.

## Geschiedenis en ligging
Het Leidsebosje is gelegen in een noord-zuid lopende strook tussen de Stadhouderskade en de Singelgracht. Aan de noordzijde grenst het aan het gebouw Stadhouderskade 1; het voormalige hoofdkantoor van Gemeentetram Amsterdam. In het zuiden houdt het park op als de Stadhouderskade ook daadwerkelijk de kade wordt van de Singelgracht; dat ligt ter hoogte van de Hein Donnerbrug, de verbinding tussen Max Euweplein en Vondelpark.
Er ligt hier al eeuwen een groenstrook. Al op een kaart van Gerrit de Broen uit 1737 is hier een groenvoorziening langs de stadswallen te zien bij de doorgang van Amsterdam richting Leiden. Het plantsoen kreeg daarbij haast vanzelf haar naam, in de buurt liggen Leidsestraat, Leidsegracht, Leidsekaart en Leidsebrug, die laatste kwam in de plaats van de Leidsepoort. Er was toen (1737) ook al een doorgang in het park richting de Overtoomsche Vaart; de uitvalsroute naar Leiden. Het moest tot 16 maart 2017 duren voordat die officieuze naam Leidsche Bosje/Leidse Bosje/Leidsebosje door een  raadsbesluit op voorstel van het College van Burgemeester en wethouders officieel het Leidsebosje werd. Er kon eindelijk een straatnaambordje geplaatst worden. Het uiterlijk van het park is in de loop der eeuwen wel aangepast. Zo werd de Singelgracht ter plaatste van het Leidseplein recht getrokken, kwam er een rotonde die in 1971 weer omgebouwd werd tot de T-kruising Stadhouderskade en Leidseplein met als verbinding de Leidsebrug ontworpen door Piet Kramer.

## Gebouwen
Tegelijkertijd met de benoeming van het plantsoen kregen een paar gebouwtjes in het plantsoen hun (nieuwe) adres. Het Leidsebosje kent oneven huisnummers 1, 3 en 5 in het zuidelijk deel en even huisnummer 2 in het noordelijke. Het zijn kiosken dan wel paviljoens.
Aan het plantsoen staan enkele historische gebouwen, maar deze hebben alle een adres meegekregen aan de Stadhouderskade. Er staan onder meer het eerder genoemde voormalige hoofdkantoor van de Gemeentetram, gebouw Aurora, gebouw Atlanta en het AMVJ-gebouw van Algemene Maatschappij voor Jongeren. Er zijn in de loop der jaren ook een aantal gebouwen verdwenen zoals het Persilhuis en de Koepelkerk, voor langere tijd gezichtsbepalend voor het plein. Relatieve nieuwbouw zijn het Amsterdam Marriott Hotel uit 1975 en gebouw Byzantium uit 1991.

## Kunst
In het plantsoen staan vier uitingen van kunst in de openbare ruimte. Het zijn:
- sinds 1934 de Buste van Herman Heijermans van Joseph Mendes da Costa
- sinds 1952 de Buste van Arthur van Schendel van Jobs Wertheim
- sinds 1958 de Horizontale compositie van Henk Zweerus
- sinds 1989 het Boomzagertje van De Onbekende Beeldhouwer; het Boomzagertje werd in oktober 2019 verwijderd: de tak waarop hij stond was afgebroken en moest afgezaagd worden. In mei 2020 werd het, na een onderhoudsbeurt, op een andere plataan in het bosje gezet.

Nabij de vleugels van de Leidsebrug is werk te zien van Johan Polet. In het park staat een splitskast type G, ontworpen door Pieter Lucas Marnette in de stijl van de Amsterdamse School.
Natuurlijk erfgoed is te vinden in een serie oude gewone platanen, waarvoor de De dikke platanen van het Leidsebosje bekeken wordt of ze de status van rijksmonument kunnen krijgen.

## Openbaar vervoer
Het Leidsebosje is vanaf de definitieve aanleg eind 19e eeuw een belangrijk kruispunt voor openbaar vervoer vanuit het centrum richting het westen, zuiden en oosten. De eerste paardentramlijn passeerde het Leidsebosche al in 1877. Het plantsoen wordt aangedaan door de tramlijnen 1, 2, 5 en 12. Ook een drietal streekbuslijnen van Connexxion komen hier langs.

## Afbeeldingen

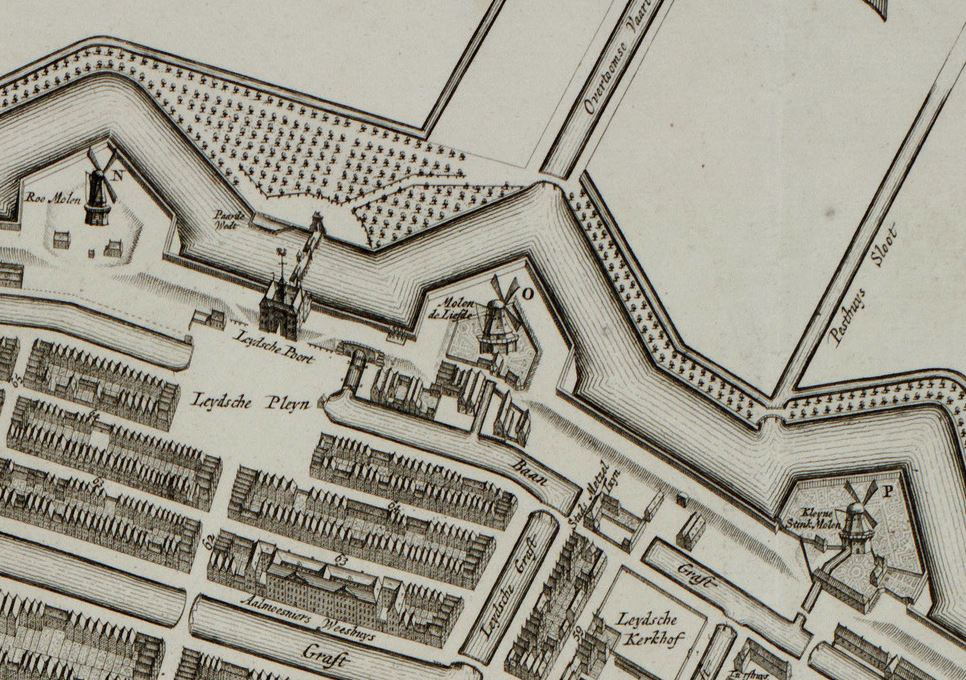
Detail van kaart Gerrit de Broen uit 1737.
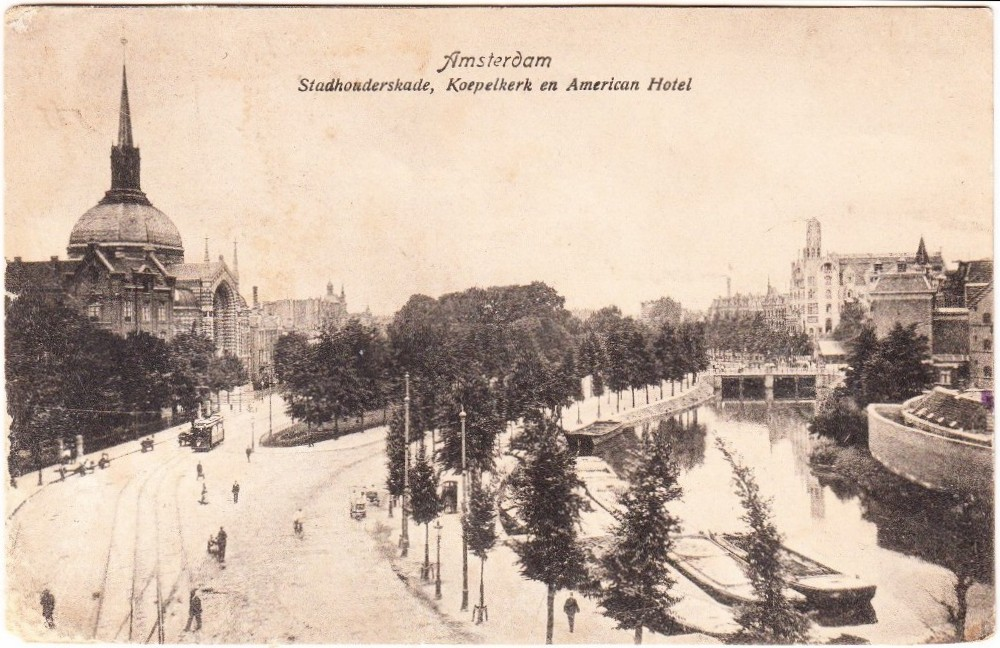
Ansichtkaart van het Leidsebosje gezien vanaf de Stadhouderskade richting Leidseplein; links de Koepelkerk en rechts de Singelgracht; circa 1910.
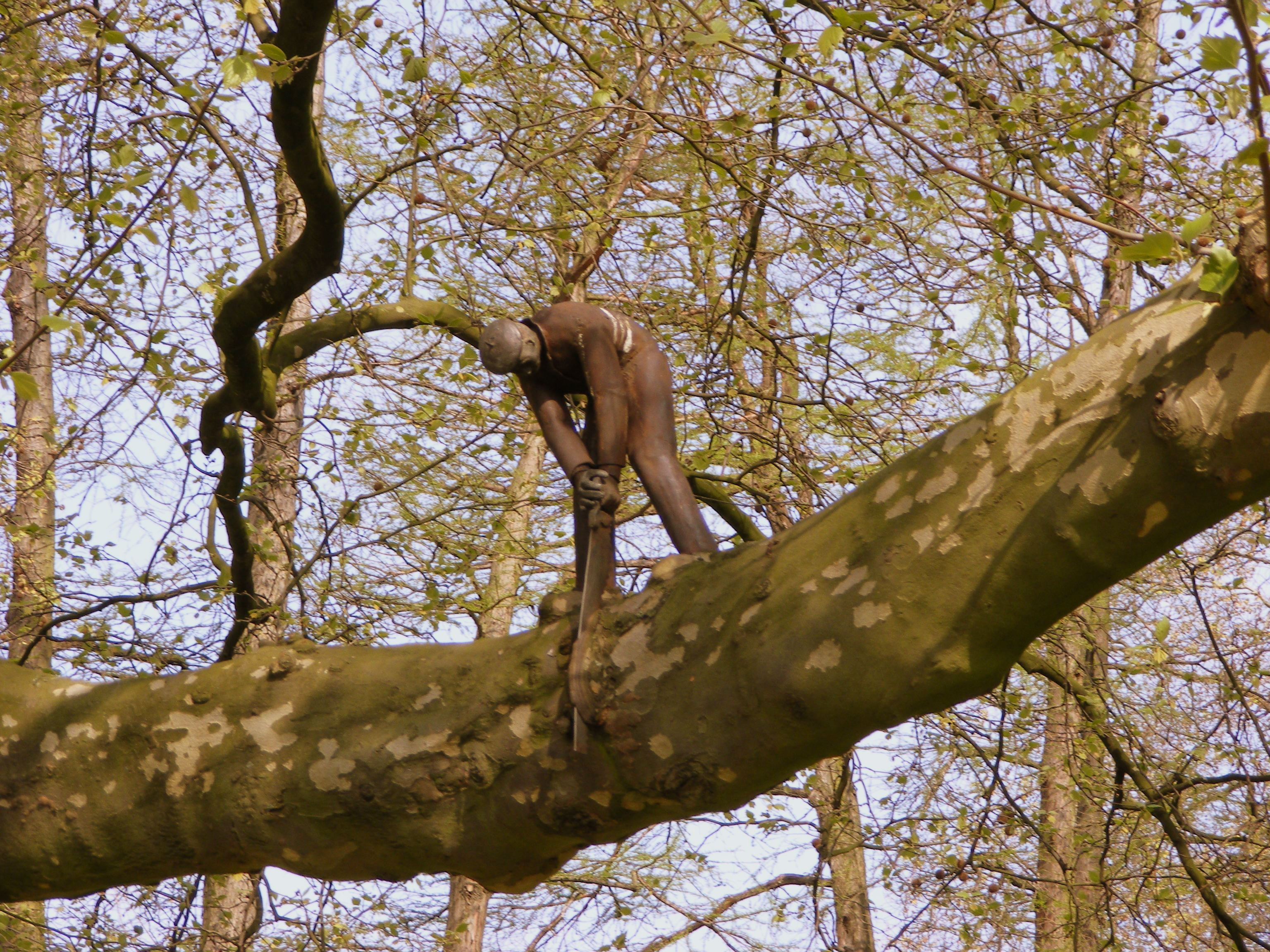
Het Boomzagertje in 2008.
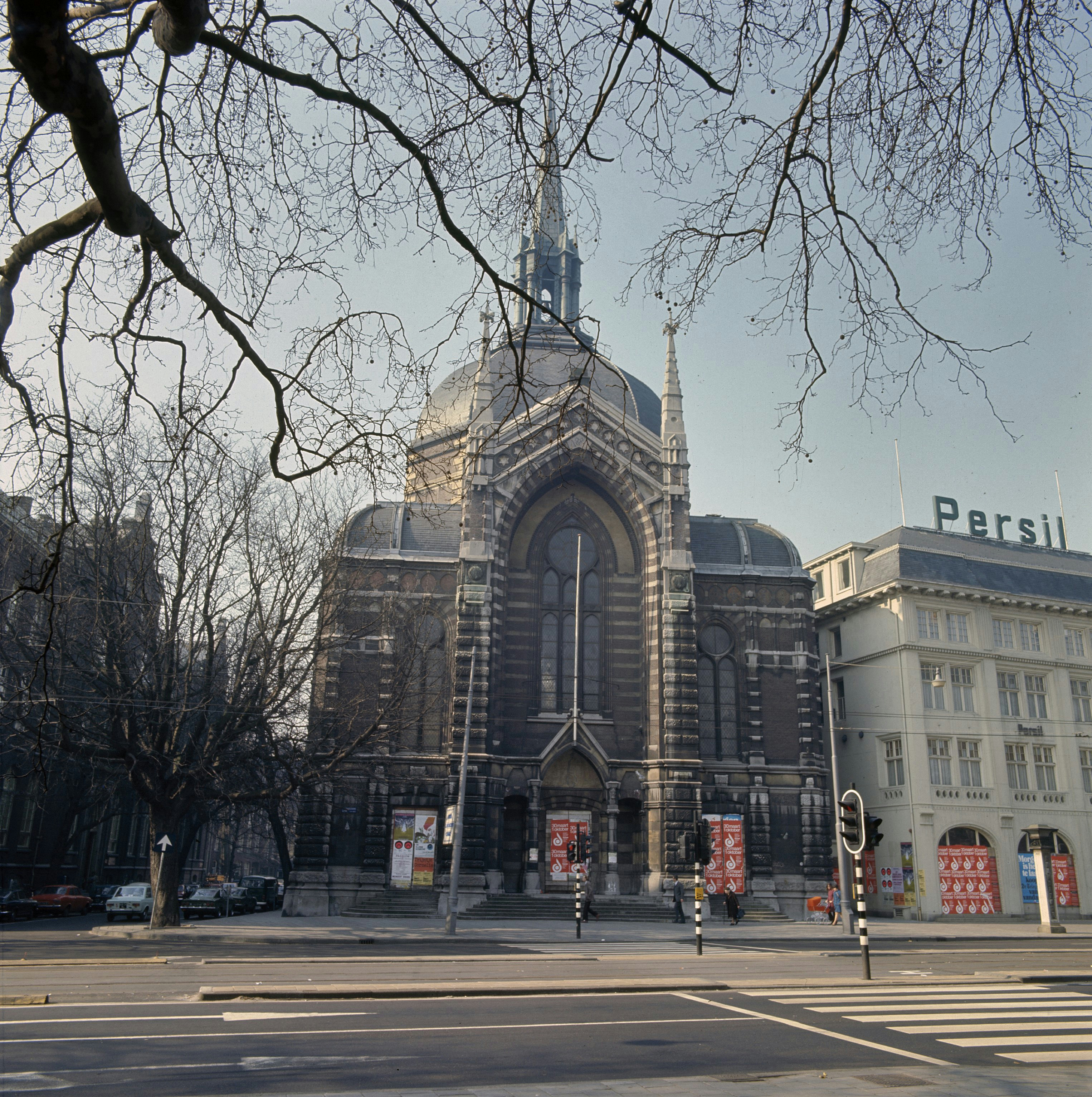
Tot 1972 werd het Leidsebosje gedomineerd door de Koepelkerk.
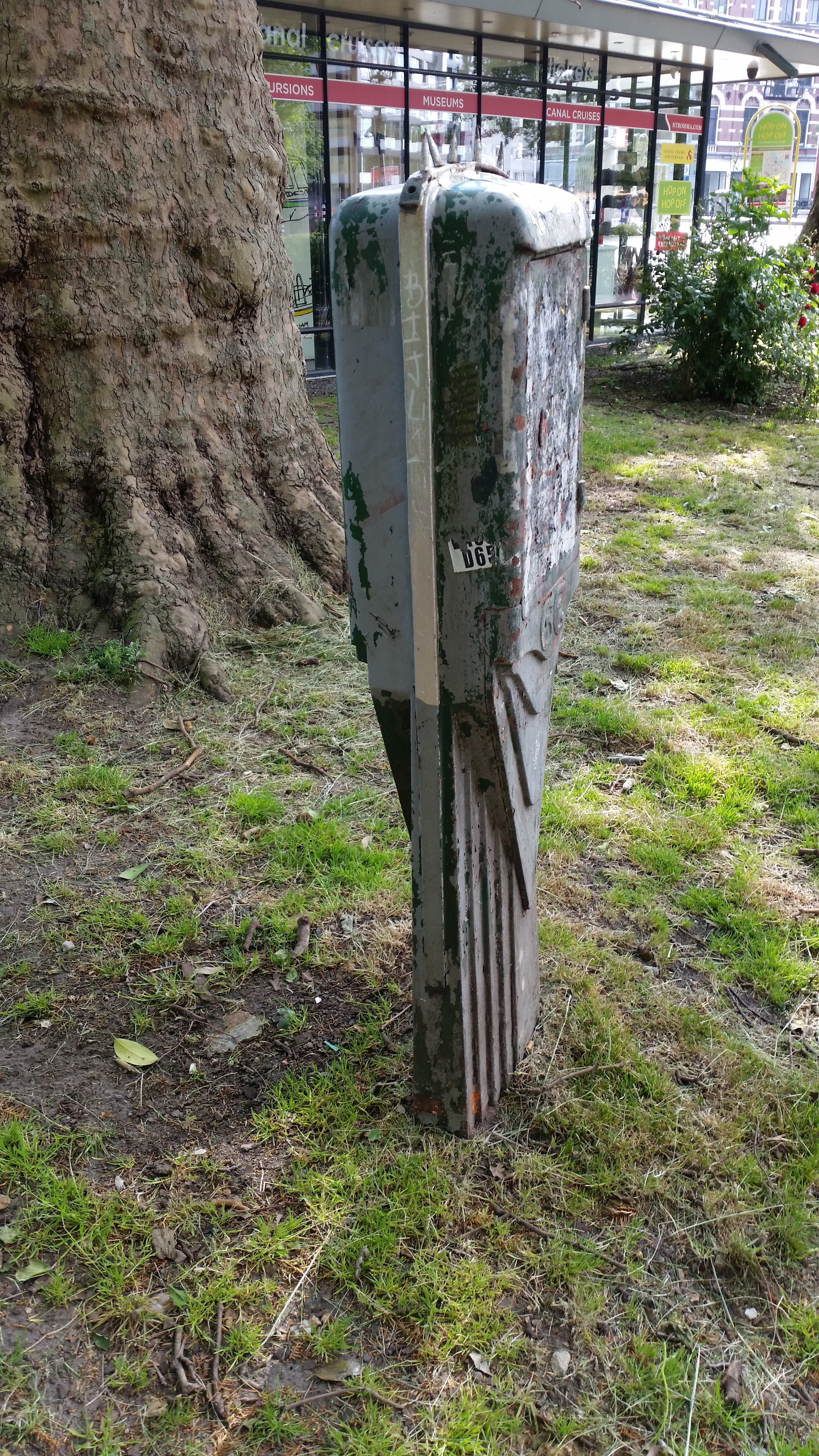
Splitskast type G (mei 2020).